# IC 2438
IC 2438 ist eine zufällige Sternkonstellation im Sternbild Giraffe am Nordsternhimmel, die der Astronom Guillaume Bigourdan am 3. Februar 1894 fälschlich als IC-Objekt beschrieb.